# Чуйвань

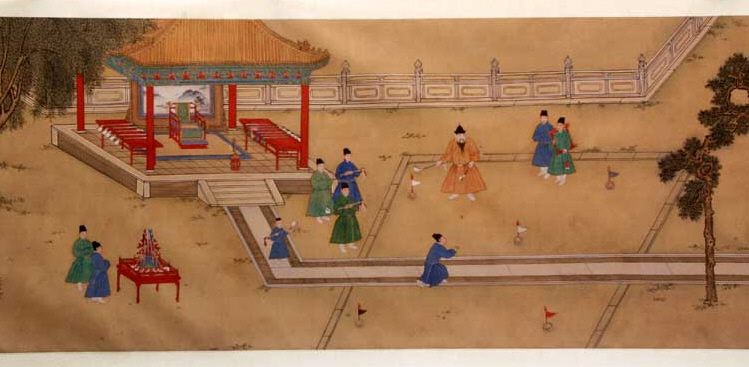
Картина, изображающая игру в чуйвань императора Чжу Чжаньцзи из династии Мин

Чуйвань (кит. 捶丸 — толкать шар) — ныне не сохранившаяся игра в мяч, некогда существовавшая в Древнем Китае. Её правила напоминают гольф.
Книга Дунсюань (東軒錄), написанная Вей Тайем (ок. 1050—1100) в эпоху династии Сун, повествует о том, как крупный чиновник эпохи царства Южный Тан учит свою дочь, как делать лунки в земле и как попадать в них мячом. Игра стала популярной в эпоху династии Сун, а в эпоху династии Юань ей была специально посвящена книга под названием Ван цзин (丸经). Последними документами о чуйване в Китае являются две картины эпохи династии Мин XV века. Это цветные изображения в росписи, сохранившейся на стенах храма бога Воды в округе Хундун, провинция Шаньси. Некоторые китайские учёные, в частности, профессор Лин Хунлин, считают, что эта игра было завезена в Европу, а затем в Шотландию монгольскими путешественниками в эпоху позднего Средневековья.